# 濵田太郎
濵田 太郎（はまだ たろう、2000年2月21日 - ）は、和歌山県出身のプロサッカー選手。Jリーグ・大分トリニータ所属。ポジションはゴールキーパー。

## 略歴
初芝橋本高校では3年生時に第96回全国高等学校サッカー選手権大会に出場。初戦で同大会優勝を果たした前橋育英高校に0-5の大敗を喫したが大会優秀選手に選出、その後は日本高校選抜にも選出された。
高校卒業後は大阪産業大学に進学。大学4年生の2021年には関西学生サッカーリーグ2部優勝に貢献し、優秀選手賞に選出された。
2022年、大分トリニータに加入。2023年もチーム始動直後は大分に在籍していたが、同年1月31日にAC長野パルセイロへの期限付き移籍が発表された。
2024年、期限付き移籍満了により大分へ復帰。J2第1節・ベガルタ仙台戦で西川幸之介の控えとしてベンチ入りすると、スタメン発表後に西川が体調不良を訴えたため、代役として大分での初出場を飾った。
以降は西川やムン・キョンゴンとのポジション争いをリードし、クラブ最多の24試合でゴールを守った。

## 所属クラブ
- 岩出FCアズールU-12
- 岩出FCアズールJrユース
- 初芝橋本高校
- 大阪産業大学
- 2022年 - 大分トリニータ
  - 2023年 AC長野パルセイロ（期限付き移籍）

## 個人成績
| 国内大会個人成績 | 国内大会個人成績 | 国内大会個人成績 | 国内大会個人成績 | 国内大会個人成績 | 国内大会個人成績 | 国内大会個人成績 | 国内大会個人成績 | 国内大会個人成績 | 国内大会個人成績 | 国内大会個人成績 | 国内大会個人成績 |
| 年度             | クラブ           | 背番号           | リーグ           | リーグ戦         | リーグ戦         | リーグ杯         | リーグ杯         | オープン杯       | オープン杯       | 期間通算         | 期間通算         |
| 年度             | クラブ           | 背番号           | リーグ           | 出場             | 得点             | 出場             | 得点             | 出場             | 得点             | 出場             | 得点             |
| 日本             | 日本             | 日本             | 日本             | リーグ戦         | リーグ戦         | リーグ杯         | リーグ杯         | 天皇杯           | 天皇杯           | 期間通算         | 期間通算         |
| ---------------- | ---------------- | ---------------- | ---------------- | ---------------- | ---------------- | ---------------- | ---------------- | ---------------- | ---------------- | ---------------- | ---------------- |
| 2022             | 大分             | 32               | J2               | 0                | 0                | 0                | 0                | 0                | 0                | 0                | 0                |
| 2023             | 長野             | 30               | J3               | 10               | 0                | -                | -                | 0                | 0                | 10               | 0                |
| 2024             | 大分             | 32               | J2               | 24               | 0                | 0                | 0                | 0                | 0                | 24               | 0                |
| 2025             | 大分             | 32               | J2               |                  |                  |                  |                  |                  |                  |                  |                  |
| 通算             | 日本             | 日本             | J2               | 24               | 0                | 0                | 0                | 0                | 0                | 24               | 0                |
| 通算             | 日本             | 日本             | J3               | 10               | 0                | -                | -                | 0                | 0                | 10               | 0                |
| 総通算           | 総通算           | 総通算           | 総通算           | 34               | 0                | 0                | 0                | 0                | 0                | 34               | 0                |

出場歴
- Jリーグ初出場 - 2023年3月26日 J3第4節 カターレ富山戦（富山県総合運動公園陸上競技場）

## 代表・選抜歴

### 選抜歴
- 2018年 日本高校選抜
  - NEXT GENERATION MATCH